# وائل القبانی

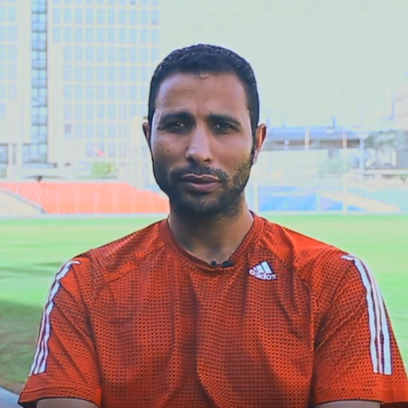

وائل القبانی (انگلیسی: Wael El-Quabbani؛ زادهٔ ۲ سپتامبر ۱۹۷۶) یک بازیکن فوتبال اهل مصر است.